# ان‌جی‌سی ۴۷۷۷
ان‌جی‌سی ۴۷۷۷ یک کهکشان‌ است.